# Amerykańskie Towarzystwo Nauk Politycznych
Amerykańskie Towarzystwo Nauk Politycznych, APSA (ang. American Political Science Association) – towarzystwo naukowe założone w 1903 roku, zajmujące się naukami politycznymi. Jego siedziba znajduje się w Waszyngtonie.